# To Love-Ru Darkness
To Love-Ru Darkness (ToLOVEる -ダークネス-?, To LOVE Ru: Dākunesu) è un manga disegnato da Kentarō Yabuki e scritto da Saki Hasemi, serializzato sulla rivista mensile giapponese Jump Square di Shūeisha a partire dal 4 ottobre 2010. La serie è stata presentata come spin-off della precedente serie Weekly Shōnen Jump To Love-Ru (degli stessi autori), benché costituisca a tutti gli effetti una continuazione di quest'ultima. Tuttavia in questa serie, a differenza di To Love-Ru, le protagoniste femminili sono Oscurità d'Oro e Momo Belia Deviluke, che assumono una maggiore importanza rispetto a Lala Satalin Deviluke e a Haruna Sairenji; il protagonista maschile rimane, ad ogni modo, Rito Yūki.
Sul numero di maggio 2012 della rivista Jump Square è stata annunciata la produzione di un adattamento anime del manga, prodotto e animato dallo studio Xebec. Tale adattamento comprende una serie di due OAD, usciti in allegato alle edizioni limitate dei volumi 5 e 6 del manga, usciti rispettivamente il 17 agosto e il 19 dicembre 2012, e una serie TV anime composta da due stagioni, la cui trasmissione è avvenuta nel 2012 e nel 2015. Due nuovi episodi OAD sono stati annunciati come nuovo progetto riguardante l'adattamento animato il 17 marzo 2013 tramite l'account ufficiale su Twitter della serie e poi dettagliatamente mostrato all'interno del numero di maggio 2013 di Jump Square, pubblicato il 4 aprile. Il primo è uscito il 19 agosto in allegato al volume 8, mentre il secondo è uscito il 4 dicembre in allegato al nono volume.
In Italia i diritti del manga sono stati rilevati dalla Star Comics, come annunciato durante il Lucca Comics & Games 2012, che lo ha pubblicato dal 21 febbraio 2013 al 27 dicembre 2018. L'anime è invece inedito.

## Trama
Rito Yūki, ormai sedicenne, viene preso di mira dalla sorella minore di Lala, Momo Belia Deviluke, che aspira a creare attorno al timido ragazzo un harem, ossia circondarlo di ragazze disposte ad amarlo e a renderlo felice. Ha così inizio, contro la stessa volontà di Rito, "L'operazione Harem" di Momo. Contemporaneamente però, all'insaputa di Rito e delle altre ragazze, ha inizio anche un'altra operazione: un misterioso individuo sta per intraprendere "L'operazione Darkness", che ha come scopo di riportare Oscurità d'Oro, ormai integrata tra i terrestri e circondata dall'affetto degli amici, al suo carattere originale di assassina dell'oscurità. Per conseguire il suo scopo, un misterioso "Capo" si servirà di Mea Kurosaki, un'apparente innocua ragazza, che si rivelerà in seguito la sorella minore della stessa Oscurità d'Oro e anch'essa arma biologica con poteri al pari della stessa Oscurità d'Oro. Ha così inizio per Rito e per le ragazze attorno a lui una serie di alterne vicende, durante le quali molti personaggi avranno occasione di approfondire i propri sentimenti e i rapporti con gli altri.

## Personaggi
I personaggi di To Love-Ru Darkness eccezion fatta per Nemesis, Mea Kurosaki e Tearju Lunatique (ripresa del manga Black Cat precedente serie del maestro Kentarō Yabuki), sono gli stessi di To Love-Ru. Altre nuove apparizioni rivestono essenzialmente il ruolo di comparse. In questa serie il ruolo di protagoniste lo acquisteranno Momo Belia Deviluke e Oscurità d'Oro; perdendo invece il ruolo di protagoniste Lala Satalin Deviluke e Haruna Sairenji che rimarranno comunque presenze costanti nella storia, mentre rimangono invariate, come in To Love-Ru, Mikan Yuuki, Yui Kotegawa, Nana Asta Deviluke, Ren/Run Elune e la dottoressa Mikado.

## Media

### Manga
To Love-Ru Darkness iniziò la serializzazione il 4 ottobre 2010 sulla rivista per manga seinen di Shūeisha Jump Square. Il primo volume di Darkness fu pubblicato il 4 marzo 2011.
In Italia i diritti del manga sono stati rilevati dalla Star Comics, come annunciato durante il Lucca Comics & Games 2012, che lo ha pubblicato dal 21 febbraio 2013 al 27 dicembre 2018 nella collana Ghost e riservandolo ad un pubblico maturo.

#### Capitoli
| Nº | Titolo italiano Giapponese 「Kanji」 - Rōmaji | Data di prima pubblicazione             | Data di prima pubblicazione             |
| Nº | Titolo italiano Giapponese 「Kanji」 - Rōmaji | Giapponese                              | Italiano                                |
| 1  | To Love-Ru -Darkness- 1 「ToLOVEる -ダークネス- 1」 - To LOVE Ru -Dākunesu- 1 | 4 marzo 2011 ISBN 978-4-08-870205-6     | 21 febbraio 2013 ISBN 978-88-6420-428-4 |
| 1  | Capitoli - 0. Prologue ～ La nascita dell'operazione (Prologue ～ プロジェクト始動 ～ ?, Prologue - Purojekuto Shidō -) - 1. Continue (Continue － コンティニュー － ?, Continue - Kontiniū -) - 2. Doubt and Dish ～ Dubbi e cucina (Doubt and dish － 疑惑と料理 － ?, Doubt and dish - Giwaku to Ryōri -) - 3. Each Speculation (Each speculation ～ それぞれの思惑 ～ ?, Each speculation - Sorezore no Omowaku -) - 4. Exciting Squall ～ Ribellione inaspettata (Exciting squall ～ 騒動は突然に ～ ?, Exciting squall - Sōdō wa Totsuzen ni -) |                                         |                                         |
| 1  | Trama La giovane sorellina di Lala, Momo, si accorge che Rito ha difficoltà a gestire i propri sentimenti nei confronti di Haruna e di Lala; decide allora di dare il via a un'operazione Harem per rendere felici Rito e tutte le ragazze segretamente innamorate di lui. Nel frattempo, però, una misteriosa ragazza, Mea, appena trasferitasi nella scuola di Sainan - dove erano entrate da poco anche Momo e Nana - si rivela essere un'arma umana in possesso di abilità pari, se non superiori, a quelle di Oscurità d'Oro. |                                         |                                         |
| 2  | To Love-Ru -Darkness- 2 「ToLOVEる -ダークネス- 2」 - To LOVE Ru -Dākunesu- 2 | 4 luglio 2011 ISBN 978-4-08-870264-3    | 24 aprile 2013 ISBN 978-88-6420-467-3   |
| 2  | Capitoli - 5. "Uneasiness ～ Tranquillità e insicurezza" (Uneasiness ～ 安らぎと不安 ～ ?, "Uneasiness - Yasuragi to Fuan -") - 6. "True Smile ～ Il passato, le amiche e il loro sorriso" (True smile ～ 過去と友達と笑顔と ～ ?, "True smile - Kako to Tomodachi to Egao to -") - 7. "Worry ～ Quei ricordi ci legano" (Worry ～ その想い...つなぐもの ～ ?, "Worry - Sono Omoi... Tsunagumono -") - 8. "A Man? Woman? ～ Qualcuno tra loro può trasformarsi" (A Man? Woman? ～ 変わり行くもの達 ～?, "A Man? Woman? - Kawari Yuku Mono-tachi -") - Extra "Pollenplan ～ Il pericoloso caso della sorellina" (Pollenplan ～ 危険な妹情事 ～ ?, "Pollenplan - Kiken na Imōto Jōji -") |                                         |                                         |
| 2  | Trama Nemesis, la misteriosa persona che Mea chiama suo Master, ingaggia la terribile assassina Azenda per costringere Oscurità d'Oro a mostrare nuovamente le sue doti di assassina; le cose si mettono male quando Azenda prende il controllo di Mikan, la sorellina di Rito cui Yami è molto legata. In seguito a questa avventura, Yami comprende ancor più il valore dell'amicizia, e cerca di trasmettere questa consapevolezza anche a Mea. Intanto i guai per Rito sono tutt'altro che finiti: Lala lo tramuta di nuovo in Riko, la sua versione femminile, scatenando l'entusiasmo di Mea e di Momo! |                                         |                                         |
| 3  | To Love-Ru -Darkness- 3 「ToLOVEる -ダークネス- 3」 - To LOVE Ru -Dākunesu- 3 | 4 novembre 2011 ISBN 978-4-08-870341-1  | 20 giugno 2013 ISBN 978-88-6420-489-5   |
| 3  | Capitoli - 9. "Metamorphose ～ Ora di cambiare" ( Metamorphose ～ 変わり行く時・・・ ～ ?, "Metamorphose - Kawari Yuku Toki... -") - 10. "Sisters ～ L'invenzione della felicità: Lala" ( Sisters ～ 幸せの発明品・ララ ～ ?, "Sisters - Shiawase no Hatsumeihin Rara -") - 11. "True Self ～ Ad occhi aperti nell'oscurità" ( True self ～ 闇の中の素顔 ～ ?, "True self - Yami no naka no sugao... -") - 12. "Bad Mood ～ Il legame della felicità" ( Bad mood ～ 幸せの絆 ～ ?, "Bad mood - Shiawase no Kizuna -") - Extra "First love ～ E se capissi di essere innamorata?" ( First love ～ 気がつけば初恋 ～ ?, "First love - Kigatsukeba Hatsu Koi? - ) |                                         |                                         |
| 3  | Trama Al termine di un appuntamento con Rito, Run si separa definitivamente dalla sua parte maschile Ren, ponendo fine all'imbarazzo del cambio di sesso cui i due erano periodicamente costretti. Yui, durante un dialogo con Risa e Haruna, capisce che Rito è per lei una persona speciale, e si chiede se ciò che prova per lui sia amore. In seguito, Oshizu entra nella mente di Mea per scoprire la sua vera identità, ma rischia il peggio quando quest'ultima, accortasi dell'intrusione, la costringe a interrompere la possessione. Infine, Mikan viene colta da un'insolazione ed è soccorsa da Rin; le due si ritrovano a parlare di Rito, e della premura che ha sempre dimostrato verso la sorellina e gli amici. In quest'occasione, Momo considera la possibilità di includere anche Rin nella sua Operazione Harem. |                                         |                                         |
| 4  | To Love-Ru -Darkness- 4 「ToLOVEる -ダークネス- 4」 - To LOVE Ru -Dākunesu- 4 | 2 marzo 2012 ISBN 978-4-08-870394-7     | 22 agosto 2013 ISBN 978-88-6420-581-6   |
| 4  | Capitoli - 13. Adhesion ～Impossibile separarli? Impossibile dividerli?～ (Adhesion ～離れない?離さない?～?, Adhesion -Hanarenai? Hanasanai?-) - 14. Past ～I ricordi legati al futuro" (Past ～明日につながる記憶～?, Past - Ashita ni tsunagaru kioku-) - 15. Refrain ～Calore～ (Refrain ～温暖～?, Refrain -Ondan-) - 16. The right thing ～Come dovrei vivere?～ (The right thing ～生き方って何?～?, The right thing -Ikikatatte nani?-) - Extra "Body touch? ～ Nyanderful life" ( Body touch? ～ ニャンダフルライフ ～ ?, "Body touch - Nyandafuru raifu -") - Extra 2 "Room ～ I desideri della ragazza" ( Room ～ 乙女の想い ～ ?, "Room - Otome no omoi -") |                                         |                                         |
| 5  | To Love-Ru -Darkness- 5 「ToLOVEる -ダークネス- 5」 - To LOVE Ru -Dākunesu- 5 | 17 agosto 2012 ISBN 978-4-08-870487-6   | 24 ottobre 2013 ISBN 978-88-6420-628-8  |
| 5  | Capitoli - 16.5. "Flower ～ La fioritura dei sentimenti?" ( Flower ～ 芽生える感情? ～ ?, "Flower - Mebaeru kanjou? -") - 17. "Trigger ～ Intensificazione dell'amore" ( Trigger ～ 愛情激か ～ ?, "Trigger - Ai jougekika -") - 18. "Exchange ～ Io e me" ( Exchange ～ オレと私 ～ ?, "Exchange - Ore to watashi -") - 18.5. "The changing heart ～ Sentimenti sinceri" ( The changing heart ～ 素直な感情 ～ ?, "The changing heart - Sunao na kanjou -") - 19. "Nostalgia ～ Stesso luogo, stesso momento" ( Nostalgia ～ あの時、あの場所で ～ ?, "Nostalgia - Ano toki, ano basho de -") - 20. "Uneasy ～ Le esitazioni del cuore" ( Uneasy ～ 心の迷い ～ ?, "Uneasy - Kokoro no mayoi -") |                                         |                                         |
| 6  | To Love-Ru -Darkness- 6 「ToLOVEる -ダークネス- 6」 - To LOVE Ru -Dākunesu- 6 | 19 dicembre 2012 ISBN 978-4-08-870559-0 | 26 dicembre 2013 ISBN 978-88-6420-742-1 |
| 6  | Capitoli - 20.5 Anxious (1) ～Andrà bene così?～ (?) - 21. Rain ～Che possa tornare tutto com'era～ (Rain ～まだ、今までのように～?, Rain -Mada, ima made no you ni-) - 22. After a storm comes a calm ～Amiche～ (After a storm comes a calm ～ともだち～?, After a storm comes a calm -Tomodachi-) - 22.5. Anxious (2) ～La ragazza preoccupata e suo fratello～ (?) - 23. Summer festival ～L'inizio dei festeggiamenti～ (Summer festival ～祭りの始まり～?, Summer festival -Matsuri no hajimari-) - 24. The door of fate ～E poi, d'ora in avanti～ (The door of fate ～そしてこれから～?, The door of fate -Soshite korekara-) |                                         |                                         |
| 7  | To Love-Ru -Darkness- 7 「ToLOVEる -ダークネス- 7」 - To LOVE Ru -Dākunesu- 7 | 4 aprile 2013 ISBN 978-4-08-870654-2    | 26 giugno 2014 ISBN 978-88-6420-976-0   |
| 7  | Capitoli - 24.5. Magical Kyoko Flame (マジカル・キョーコ・フレイム?, Majikaru Kyouko Fureimu) - 25. New move ～Compagne simili～ (?) - 26. Unconciously ～Con la testa fra le nuvole e il cuore palpitante～ (Unconciously ～頭ふわふわ☆心どきどき～?, Unconciously -Atama fuwafuwa, kokoro doki doki-) - 26.5. It feels ～La prof resiste!～ (It Feels ～耐える教師！～?, It Feels -Taeru Kyoushi!-) - 27. Adventure (Adventure ～リトネズミの冒険～?, Adventure -Rito Nezumi no Bouken-) - 28. Infiltration (Infiltration ～キョ－コ！参る？～?, Infiltration -Kyouko! Mairu?-) |                                         |                                         |
| 8  | To Love-Ru -Darkness- 8 「ToLOVEる -ダークネス- 8」 - To LOVE Ru -Dākunesu- 8 | 19 agosto 2013 ISBN 978-4-08-870790-7   | 25 febbraio 2015 ISBN 978-88-6920-205-6 |
| 8  | Capitoli - 28.5 Adhesion ~But No Ill Intent~ (Adhesion ～悪気はないけど～?, Adhesion -Warugi wanaikedo-) - 29. Manservant ~Competition~ (Manservant～争奪戦～?, Manservant -Sōdatsu-sen-) - 30.Resistance ~Even Thought I Understand~ (Resistance～わかっているけど～?, Resistance -Waka tte irukedo-) - 30.5 Mobile Phone ~Heart Pounding? Voice~ (Mobile phone ～ドキドキ☆ボイス～?, Mobile phone -DokiDoki☆Boisu-) - 31. Cleaning ~Magnificently and Beautiful~ (Cleaning～華麗に綺麗♪～?, Cleaning -Karei ni Kirei♪-) - 32. Danger ~Danger~ (Danger～危·剣～?, Danger -Ki Ken-) |                                         |                                         |
| 9  | To Love-Ru -Darkness- 9 「ToLOVEる -ダークネス- 9」 - To LOVE Ru -Dākunesu- 9 | 4 dicembre 2013 ISBN 978-4-08-870865-2  | 26 agosto 2015 ISBN 978-88-6920-437-1   |
| 9  | Capitoli - 33. Appreciation - Sentimenti in progressione (Appreciation～進みゆく想い～?, Appreciation -Susumi yuku omoi-) - 34. When talking - Delle sorelle innamorate (When talking～姉妹恋愛事情～?, When talking -Shimai ren'ai jijō-) - 35. Kiss - Al di là del bacio (Kiss～キスの先にあるもの～?, Kiss -Kisu no saki ni aru mono-) - 36. Real intention - Tormenti da ragazze (Real intention～悩める少女たち～?, Real intention -Nayameru shōjo-tachi-) - Extra: Suddenly - Immaginazione e realtà (Suddenly～想像と現実～?, Suddenly -Sōzō to genjitsu-) - Extra: Ghost story - Che ne dite di un po' di brividi (Ghost story～怖いのはいかが？～?, Ghost story -Kowai no wa ikaga？-) - Strisce bonus (~4コマ劇場~?, -4-koma gekijō-)                                                                                       |                                         |                                         |
| 10 | To Love-Ru -Darkness- 10 「ToLOVEる -ダークネス- 10」 - To LOVE Ru -Dākunesu- 10 | 4 aprile 2014 ISBN 978-4-08-880051-6    | 24 febbraio 2016 ISBN 978-88-6920-702-0 |
| 10 | Capitoli - 37. True character - Identità rivelata (True Character～正体バレた⁉～?, True Character -Shōtai bare ta⁉-) - 38. Clinic - Mancanza di sincerità (Clinic～素直になねなくて～?, Clinic -Sunao ni na nenakute-) - 39. The beginning of Darkness - Quando di colpo... (The beginning of darkness～その時～?, The beginning of darkness -Sono toki-) - 40. Release of Darkness - Liberazione (Release of darkness～解放～?, Release of darkness -Kaihō-) - Extra. Moonlight - L'angelo lunare (Moonlight～月下の天使～?, Moonlight -Gekka no Tenshi-) - Extra. Photography - Su, muoviti un po'! (Photography～激写せよ！～?, Photography -Geki sha se yo!-) |                                         |                                         |
| 11 | To Love-Ru -Darkness- 11 「ToLOVEる -ダークネス- 11」 - To LOVE Ru -Dākunesu- 11 | 4 agosto 2014 ISBN 978-4-08-880160-5    | 22 giugno 2016 ISBN 978-88-226-0057-8   |
| 11 | Capitoli - 41. Prediction is impossible - Yami si scatena (Prediction is impossible～暴走する闇～?, Prediction is impossible -Bōsō suru yami-) - 42. Escape - Fiducia (Escape～信じる事～?, Escape -Shinjiru koto-) - 43. Whose thing is a fiance? - Lala vs. Yami (Whose thing is a fiance？～ララVSヤミ～?, Whose thing is a fiance？ -Lala bāsasu Yami-) - 44. Power and power - Proteggere ed essere protetto (Power and Power～守るものと守られるもの～?, Power and Power -Mamoru mono to mamora reru mono-) - Extra: Technique - La porta di una fanciulla (Technique～乙女の扉～?, Technique -Otome no tobira-) - Extra: Holiday - Quante stelline in cucina? (Holiday～お料理の☆はいくつ？～?, Holiday -O ryōri no ☆ wa ikutsu？-)                                                                                            |                                         |                                         |
| 12 | To Love-Ru -Darkness- 12 「ToLOVEる -ダークネス- 12」 - To LOVE Ru -Dākunesu- 12 | 4 dicembre 2014 ISBN 978-4-08-880231-2  | 26 ottobre 2016 ISBN 978-88-226-0340-1  |
| 12 | Capitoli - 45. Sister - Le due armi (Sister～ふたつの兵器～?, Sister -Futatsu no heiki-) - 46. The end of Darkness - Odio i pervertiti (The End of Darkness～えっちぃのは嫌いです～?, The End of Darkness -Ecchii no wa kirai desu-) - 47. Bright future - Grazie (Bright Future～ありがとう～?, Bright Future -Arigatō-) - 48. Re-starting - Operazione harem (Re-starting～楽園計画～?, Re-starting -Rakuen keikaku-) - Extra: Adhesion panic - Sei arrabbiata? (Adhesion Panic～やっぱ……怒ってる？～?, Adhesion Panic -Yappa…… okotte ru?-) - Extra: Bath - Si sta bene in acqua? (Bath～いい湯……かな？～?, Bath -Ī yu…… ka na?-) |                                         |                                         |
| 13 | To Love-Ru -Darkness- 13 「ToLOVEる -ダークネス- 13」 - To LOVE Ru -Dākunesu- 13 | 3 aprile 2015 ISBN 978-4-08-880410-1    | 26 aprile 2017 ISBN 978-88-226-0568-9   |
| 13 | Capitoli - 49. Mother - Un angelo troppo bello (Mother～美しすぎる天使～?, Mother -Utsukushi sugiru tenshi-) - 50. Charm - L'illustre figura materna (Charm～偉大なる母～?, Charm -Idainaru haha-) - 51. Smile baby - Il bimbo combinaguai (Smile baby ～赤ちゃんパニック～?, Smile Baby -Akachan panikku-) - 52. Mission date - Appuntamento movimentato (Mission date ～ドタバタデート～?, Mission date -Dotabatadēto-) - 53. Puberty - Potresti essere più sincera! (Puberty?～素直になってみる～?, Puberty? -Sunao ni natte miru-) |                                         |                                         |
| 14 | To Love-Ru -Darkness- 14 「ToLOVEる -ダークネス- 14」 - To LOVE Ru -Dākunesu- 14 | 4 settembre 2015 ISBN 978-4-08-880469-9 | 25 ottobre 2017 ISBN 978-88-226-0746-1  |
| 14 | Capitoli - 54. First accident? - La prima volta... (First accident?～初めての...～?, First accident? -Hajimete no...-) - 55. I think - Un passo avanti (Worry～一歩前に～?, Worry -ippomae ni-) - 56. Delight - Quando mente e corpo crescono (Delight～体と心の成長～?, Delight -tai to kokoro no seichō-) - 57. Principal - Una giornata no (Principal～好調じゃない一日～?, Principle -kōchō janai tsuitachi-) - Extra: Washed - Legami di abluzione (Washed～洗浄の絆～?, Washed -Senjō no kizuna-) - Extra: Natural Face - Un momento di quiete (Natural face～やすらぎの時間～?, Natural face -Yasuragi no jikan-) |                                         |                                         |
| 15 | To Love-Ru -Darkness- 15 「ToLOVEる -ダークネス- 15」 - To LOVE Ru -Dākunesu- 15 | 4 gennaio 2016 ISBN 978-4-08-880589-4   | 21 febbraio 2018 ISBN 978-88-226-0898-7 |
| 15 | Capitoli - 58. Story after school - Sentimenti sottosopra (Story after school〜気持ち裏腹〜?, Story after school -kimochi urahara-) - 59. Enjoy myself - Materia oscura (Enjoy myself～ダークマター～?, Enjoy myself -Dākumatā-) - 60. Power and power - Una battaglia effimera (Power and power～儚き闘争～?, Power and power -hakanaki tōsō-) - 61. Taken - Nemesis (taken～ネメシス～?, taken -nemeshisu-) - 62. The fresh world - Sempre insieme, ovunque (The fresh world～どこでもいっしょ♪～?, The fresh world -Dokodemoissho ♪-) |                                         |                                         |
| 16 | To Love-Ru -Darkness- 16 「ToLOVEる -ダークネス- 16」 - To LOVE Ru -Dākunesu- 16 | 4 luglio 2016 ISBN 978-4-08-880729-4    | 23 maggio 2018 ISBN 978-88-226-1012-6   |
| 16 | Capitoli - 63. All right - Tutto è bene ciò che finisce bene (all right～終わりよければ……～?, All right -Owari yokereba... ...-) - 64. Morals - Chi è che turba l'ordine pubblico?! (Morals～風紀を乱す者は誰!?～?, Morals -Fūki o midasu mono wa dare! ?-) - 65. New plan - Analisi (New plan ～カウンセリング～?, New Plan -Kaunseringu-) - 66. Inspection - Visitiamolo! (Inspection～検証しましょう～?, Inspection -Kenshō shimashou-) - 67. Real feelings - Battaglia di sentimenti (Real feelings～本音でバトル～?, Real feelings -Hon'ne de batoru-) |                                         |                                         |
| 17 | To Love-Ru -Darkness- 17 「ToLOVEる -ダークネス- 17」 - To LOVE Ru -Dākunesu- 17 | 2 dicembre 2016 ISBN 978-4-08-880828-4  | 29 agosto 2018 ISBN 978-88-226-1122-2   |
| 17 | Capitoli - 68. Idol - Una star tutta per me (Idol～一人だけのアイドル～?, Idol -hitoridake no aidoru-) - 69. One night - Posso dormire da te?! (One night～お泊りしよう!～?, One night -O tomari shiyou!-) - 70. Request - Target (Request～ターゲット～?, Request -Tāgetto-) - 71. The reason that I fight - La ragione per cui ti proteggo (The reason that I fight～守る理由～?, The reason I fight -Mamoru riyū-) - 72. Black and darkness - Confessione (Black and darkness～伝える想い～?, Black and Darkness -Tsutaeru omoi-) |                                         |                                         |
| 18 | To Love-Ru -Darkness- 18 「ToLOVEる -ダークネス- 18」 - To LOVE Ru -Dākunesu- 18 | 4 aprile 2017 ISBN 978-4-08-881053-9    | 27 dicembre 2018 ISBN 978-88-226-1281-6 |
| 18 | Capitoli - 73. Delusion - Che fare? (Delusion〜どうすればいい〜?, Delusion -dōsureba ī-) - 74. After a long time - L'ambizione di Nemesis (After a long time～ネメシスの野望～?, After a long time -Nemeshisu no yabō-) - 75. Sudden confession - Parole importanti (Sudden confession～大切な言葉～?, Sudden confession -Taisetsuna kotoba-) - 76. How will you do? - La decisione?! (How will you do?~どうしますか？~?, How will you do? -Dō shimasu ka?-) - 77. Let's meet again sometime - Speranze per il futuro (Let's meet again sometime ~いつか再び会いましょう~?, Let's meet again sometime -Itsuka futatabi aimashō-) |                                         |                                         |

### Anime
Sul numero di maggio 2012 della rivista Jump Square, edita da Shūeisha, è stata annunciata la produzione di una serie televisiva anime ispirata al manga e di una serie di OAD. Le animazioni sono curate dallo studio Xebec, sotto la regia di Atsushi Ootsuki, e il character design è curato da Yuichi Ouka.
La serie OAD è composta da ben sei episodi, usciti in DVD venduti in allegato alle edizioni limitate dei volumi 5, 6, 8 e 9 del manga, pubblicati rispettivamente il 17 agosto 2012, il 19 dicembre 2012, il 19 agosto 2013 e il 4 dicembre 2013. Il terzo e il quarto OAD sono stati annunciati il 17 marzo 2013 tramite l'account ufficiale su Twitter della serie come nuovo progetto riguardo all'adattamento animato. Tale annuncio è stato fatto anche sul numero di maggio 2013 della rivista Jump Square.
La serie televisiva anime invece, composta da 12 episodi, è stata trasmessa dal 5 ottobre al 28 dicembre 2012 su Tokyo MX, BS-11 e altre varie emittenti con censure a livello video oscuranti le nudità delle ragazze. La sigla d'apertura è "Rakuen Project" (楽園PROJECT) di Ray mentre quella di chiusura è "Foul Play ni Kurari" (ファールプレーにくらり) di Kanon Wakeshima. Una seconda stagione, intitolata To Love-Ru -Darkness- 2nd, è stata annunciata al Jump Festa 2015 ed è andata in onda dal 6 luglio 2015 al 6 novembre 2015 e non ha subito alcun cambiamento per staff e cast. La sigla di apertura è secret arms ed è interpretata da Ray, mentre quella di chiusura s'intitola Gardens ed è interpretata da Mami Kawada.

#### Episodi
To Love-Ru Darkness
| Nº | Titolo italiano (traduzione letterale) Giapponese 「Kanji」 - Rōmaji                                                   | In onda          | In onda |
| Nº | Titolo italiano (traduzione letterale) Giapponese 「Kanji」 - Rōmaji                                                   | Giapponese       |         |
| 1  | Continue ~Continuare~ 「Continue～コンティニュー～」 - Continue ~Kontinyū~                                             | 5 ottobre 2012   |         |
| 2  | Doubt and Dish ～Dubbi e portate～ 「Doubt and dish～疑惑と料理～」 - Dōbt and Dish ~Giwaku to ryōri~                  | 12 ottobre 2012  |         |
| 3  | Each Speculation ～Ogni speculazione～ 「Each speculation～それぞれの思惑～」 - Each Speculation ~Sorezore no omowaku~ | 19 ottobre 2012  |         |
| 4  | True Smile ~Pace ed ansia~ 「True smile~過去と友達と笑顔と~」 - True Smile ~Kako to tomodachi to egao to~              | 26 ottobre 2012  |         |
| 5  | A Man? Woman ~Coloro che cambiano~ 「A man? A Woman?～変わり行くもの達～」 - A Man? A Woman? ~Kawari ikumonotachi~     | 2 novembre 2012  |         |
| 6  | Metamorphose ~Il momento di cambiare...~ 「Metamorphose~変わり行く時…~」 - Metamorphose ~Kawaru iku toki...~           | 9 novembre 2012  |         |
| 7  | Sisters ~L'invenzione della felicità~ 「Sisters～幸せの発明品～」 - Sisters ~Shiawase no hatsumeihin~                  | 16 novembre 2012 |         |
| 8  | Bad Mood ~Obbligo di felicità~ 「Bad mood～幸せの絆～」 - Bad Mood ~Shiawase no kizuna~                                | 30 novembre 2012 |         |
| 9  | True Self ~Il vero volto nell'oscurità~ 「True self～闇の中の素顔～」 - True Self ~Yami no naka no sugao~              | 7 dicembre 2012  |         |
| 10 | Past ~Memorie che conducono al domani~ 「Past～明日につながる記憶～」 - Past ~Asu ni tsunagaru kioku~                  | 14 dicembre 2012 |         |
| 11 | The Right Thing ~Cos'è uno stile di vita?~ 「The right thing～生き方って何？～」 - The Right Thing ~Ikikatatte nani?~  | 21 dicembre 2012 |         |
| 12 | Room ~I sentimenti di una ragazza~ 「Room～乙女の想い～」 - Room ~Otome no omoi~                                       | 28 dicembre 2012 |         |

OAV (2012-2015)
| Nº | Titolo italiano (traduzione letterale) Giapponese 「Kanji」 - Rōmaji | Prima edizione  | Prima edizione |
| Nº | Titolo italiano (traduzione letterale) Giapponese 「Kanji」 - Rōmaji | Giapponese      |                |
| 1  | Prologo ~Progetto Shido~ 「Prologue ～プロジェクト始動～」 - Prologue ~Project Shidō~Pollen Plan ~Sorellina pericolosa~ 「Pollen Plan ～危険な妹情事～」 - Pollen Plan ~Kiken na imōto jōji~Body Touch? ~MEOWonderful Life~ 「Body Touch? ～ニャンダフルライフ～」 - Body Touch? ~Nyan-derful Life~                                        | 17 agosto 2012  |                |
| 2  | Nostalgia ~In quel momento, in quel luogo~ 「Nostalgia ~あの時, あの場所で~」 - Nostalgia: Ano toki, ano basho deThe Changing Heart ~Sentimento sincero~ 「The Changing Heart ~素直な感情~」 - The Changing Heart: Sunao na kanjouFlower ~Sbocciano i sentimenti?~ 「Flower~芽生える感情?~」 - Flower: Mebaeru kanjou?                     | 2 dicembre 2012 |                |
| 3  | Exchange ~Io e me stesso~ 「Exchange ~オレと私~」 - Exchange: Ore to watashiIt feels ~Professoressa, resista!~ 「It feels ~耐える教師!~」 - It feels: Taeru kyoushi! | 19 agosto 2013  |                |
| 4  | La ragazza della passione scottante Magical Kyōko Flame 「爆熱少女 マジカルキョーコ炎[フレイム]」 - Bakunetsu shoujo: Magical Kyouko FlameInfiltration ~Kyouko! Mairu?~ 「Infiltration ~キョーコ! 参る?~」 - Infiltration: Kyouko! Mairu?Adhesion ~Non lo faccio con malizia~ 「Adhesion ~悪気はないけど~」 - Adhesion: Warugi wa nai kedo | 4 dicembre 2013 |                |
| 5  | Suddenly ~Immaginazione e realtà~ 「Suddenly ~想像と現実~」 - Suddenly: Souzou to genjitsuMobile phone ~Batticuore★Voce~ 「Mobile Phone ~ドキドキ☆ボイス~」 - Mobile Phone: Dokidoki VoiceMoonlight ~Angelo al chiaro di Luna~ 「Moonlight ~月下の天使~」 - Moonlight: Gekka no tenshi                                                     | 4 dicembre 2014 |                |
| 6  | Photography 〜Fai quella splendida foto!〜 「Photography ~激写せよ!~」 - Photography: Gekisha seyo!Technique 〜La porta di una dama〜 「Technique ~乙女の扉~」 - Technique: Otome no tobiraHoliday 〜Cucina★Flessione&#1231 「Holiday ~お料理の☆はいくつ?~」 - Holiday: Oryouri no wa ikutsu?                                              | 3 aprile 2015   |                |

To Love-Ru Darkness 2nd
| Nº | Titolo italiano (traduzione letterale) Giapponese 「Kanji」 - Rōmaji                                                                                | In onda           | In onda |
| Nº | Titolo italiano (traduzione letterale) Giapponese 「Kanji」 - Rōmaji                                                                                | Giapponese        |         |
| 1  | Unconsciously ~Mi gira la testa★Mi batte forte il cuore~ 「Unconsciously～頭ふわふわ☆心どきどき～」 - Unconsciously: Atama fuwafuwa☆kokoro dokidoki | 7 luglio 2015     |         |
| 2  | Uneasy ~Cuore incerto~ 「Uneasy～心の迷い～」 - Uneasy: Kokoro no mayoi                                                                             | 14 luglio 2015    |         |
| 3  | After a Storm Comes a Calm: Amiche 「After a Storm Comes a Calm～ともだち～」 - After a Storm Comes a Calm: Tomodachi                               | 21 luglio 2015    |         |
| 4  | Summer festival: L'inizio del festival 「Summer festival～祭りの始まり～」 - Summer Festival: Matsuri no hajimari                                   | 28 luglio 2015    |         |
| 5  | New Move: Due di un tipo 「New Move～似たものどうし？～」 - New Move: Nitamono doushi?                                                              | 4 agosto 2015     |         |
| 6  | Manservant: Competizione 「Manservant～争奪戦～」 - Manservant: Soudatsu-sen                                                                        | 11 agosto 2015    |         |
| 7  | Resistance: Lo so, eppure 「Resistance 〜わかっているけど〜」 - Resistance: Wakatteiru kedo                                                         | 25 agosto 2015    |         |
| 8  | Danger: Pericolo 「Danger 〜危・剣〜」 - Danger: Ki ken                                                                                             | 1º settembre 2015 |         |
| 9  | Kiss: Che cosa c'è dietro un bacio 「Kiss 〜キスの先にあるもの〜」 - Kiss: Kiss no saki ni aru mono                                                 | 8 settembre 2015  |         |
| 10 | True Character: La vera identità è svelata!? 「True Character 〜正体バレた！？〜」 - True Character: Shoutai bareta!?                               | 15 settembre 2015 |         |
| 11 | The Beginning of Darkness: Quella volta 「The Beginning of Darkness 〜その時〜」 - The Beginning of Darkness: Sono toki                             | 22 settembre 2015 |         |
| 12 | Prediction is Impossible: Oscurità Rampante 「Prediction is Impossible 〜暴走する闇〜」 - Prediction is Impossible: Bousou suru Yami                | 29 settembre 2015 |         |
| 13 | Power and power: Protettore e protetto 「Power and power 〜守るものと守られるもの〜」 - Pawā ando power 〜Mamoru mono to mamora reru mono〜         | 28 ottobre 2015   |         |
| 14 | Bright future: Grazie 「Bright future 〜ありがとう〜」 - Bright future 〜Arigatō〜                                                                  | 28 ottobre 2015   |         |

OAV (2016-2017)
| Nº | Titolo italiano (traduzione letterale) Giapponese 「Kanji」 - Rōmaji                                                            | Prima edizione  | Prima edizione |
| Nº | Titolo italiano (traduzione letterale) Giapponese 「Kanji」 - Rōmaji                                                            | Giapponese      |                |
| 1  | Ghost Story ～Che ne dici di qualcosa di spaventoso?～ 「Ghost Story ～怖いのはいかが?～」 - Ghost Story ～Kowai no wa ikaga?～ | 4 gennaio 2016  |                |
| 2  | Mother ～Un angelo troppo bello～ 「Mother ～美しすぎる天使～」 - Mother ～Utsukushi sugiru tenshi～                            | 4 luglio 2016   |                |
| 3  | First Accident? ～Prima volta...～ 「First Accident？ ～最初の時間....～」 - First Accident? ～Saisho no Jikan....～            | 2 dicembre 2016 |                |
| 4  | Multiplication ～Dal fronte e da dietro～ 「Multiplication ～前から後ろから～」 - Multiplication ～Mae kara ushirokara～        | 2 novembre 2017 |                |